# Toshio
Toshio (jap. としお, トシオ) – popularne męskie imię japońskie.

## Możliwa pisownia
Toshio można zapisać używając wielu różnych znaków kanji i może znaczyć m.in.:
- 俊雄, „roztropny/rozważny, mężczyzna”[1]
- 俊夫, „roztropny/rozważny, mąż”
- 敏雄, zwinny, mężczyzna”
- 敏夫, „zwinny, mąż”
- 敏男, „zwinny, mężczyzna”
- 利生, „korzyść, życie”
- 俊郎, „roztropny, syn” (występuje też inna wymowa tego imienia: Toshirō)

## Znane osoby
- Toshio Furukawa (登志夫), japoński seiyū
- Toshio Gotō (俊夫), japoński reżyser filmowy
- Toshio Hosokawa (俊夫), japoński kompozytor
- Toshio Masuda (俊郎), japoński kompozytor
- Toshio Masuda (利雄), japoński reżyser filmowy
- Toshio Ōta (敏夫), pilot, podoficer Japońskiej Cesarskiej Marynarki Wojennej
- Toshio Shimao (敏雄), japoński powieściopisarz
- Toshio Suzuki (利男), japoński kierowca wyścigowy
- Toshio Suzuki (敏夫), japoński producent anime, dyrektor generalny Studio Ghibli

## Fikcyjne postacie
- Kōshio Koumura (俊夫), bohater serii Clannad
- Toshio Ozaki (敏夫), główny bohater light novel, mangi i anime Shiki
- Toshio Utsumi (俊夫), bohater mangi i anime Cat’s Eye